# Gemini Dream
Gemini Dream è un singolo del 1981 del gruppo rock The Moody Blues, presente nel disco Long Distance Voyager, scritta dal chitarrista Justin Hayward e dal bassista John Lodge.
Ha raggiunto la dodicesima posizione nella Billboard Hot 100 e la #13 nella Mainstream Rock Tracks.

## Formazione
- Justin Hayward - chitarra e voce
- John Lodge - basso e voce
- Patrick Moraz - tastiera
- Ray Thomas - voce d'accompagnamento
- Graeme Edge - batteria e percussione